# Възнесение Господне (Ботевград)
Вижте пояснителната страница за други значения на Възнесение Господне.
„Свето Възнесение Господне“ е постоянно действаща църква от Ботевградска духовна околия на Ловчанската епархия на Българската православна църква. Основана е през 1864 година и се намира в Ботевград, Софийска област.

## История
Строежът на църквата се започва от 1860 и продължава до 1864, когато на Спасовден е осветена. Зографисването ѝ приключва през 1866 г. Счита се, че на мястото на днешната църква е имало параклис, върху чийто основи е издигната по-късна църква под името „Свети Георги“. През 1826 г. към нея функционира килийно училище. Според краеведа Ташко Нинов през 1860 година върху основите на старата църква „Свето Георги“ е построен храмът „Възнесение Господне“ с дарителства на самунджиевци, начело с Нако Вълков. За строител се сочи самоукият врачешки майстор Вуно Марков. Живописта в храма не е подписана, но въз основа на художествена оценка се смята, че първият зограф е дебърският майстор Блаже Дамянов от Тресонче. Изписана е само годината, в която приключва зографисването на храма. Иконите и иконостасът са част от експозицията на Ботевградския исторически музей.
- Икони от храма
- „Свети Вартоломей“
- „Свети апостол Петър“
- „Свети евангелист Матей“
- „Свети Симеон“

Според Димитър Палчев, реставратор при последното зографисване на църквата през 90-те години на ХХ век, тя е горяла два пъти от издигането си до днес. Той свидетелства, че след почистване на саждите е попаднал на два по-стари стенописни пласта. Ремонт на църквата е извършен и през 2012.
На храмовия си празник Спасовден през 1970 г. църквата е обявена за паметник на културата с историческа стойност и местно значение.

## Първосвещеници
- Кръстьо Никифоров
- Тошко Цветанов Димитров

## Свързани паметници
В двора на църквата се намират гробове на някои ревностни богомолци, а също така и на руски воини, сражавали се в Арабаконак по време на Освободителната война. Под трите руски паметника почиват тленните останки на осем от руските воини, загинали в сражението под Маркова чукла и Арабаконак. Паметниците са издигнати през 1878 г. 